# Лекок, Шарлотта
Шарлотта Пармантье-Лекок (фр. Charlotte Parmentier-Lecocq) — французский политик, член партии Вперёд, Республика!, депутат Национального собрания Франции.

## Биография
Родилась 15 июля 1964 г. в городе Пуэнт-а-Питр, Гваделупа. В возрасте трех лет переехала с родителями в департамент Нор. Обучалась менеджменту в университете Лилль-II, затем получила степень магистра управления в Лилльском институте управления и диплом специалиста по трудовому праву в Университете Лилль-II. Работала в частных компаниях, специализировалась в области занятости. В 2009 году создала собственную консалтинговую компанию, ориентированную на предприятия сектора социальной экономики.
Политическая деятельность Шарлотты Пармантье-Лекок началась с участия в деятельности Движения молодых предпринимателей. На выборах в Национальное собрание 2017 г. она стала кандидатом Вперёд, Республика! по 6-му избирательному округу департамента Нор и одержала победу, получив во 2-м туре 51,82 % голосов.
В Национальном собрании она является членом Комиссии по социальным вопросам. После назначения Брижитт Бургиньон в правительство Жана Кастекса летом 2020 года баллотировалась на пост президента комиссии, но уступила во втором туре Фадиле Хаттаби. В 2018 и 2019 годах она была соавтором двух докладов о гигиене труда, подготовленных по поручению премьер-министра.
В марте 2021 года она баллотируется в Совет департамента Нор от кантона Тамплёв-ан-Певель в паре мэром города Тамплёв-ан-Певель Люком Моне и выигрывает эти выборы во втором туре.
В июне 2022 года Шарлотта Пармантье-Лекок вновь баллотируется в Национальное собрание на очередных выборах и переизбирается депутатом во втором туре, набрав 63,1 % голосов.
27 сентября 2024 года назначена министром-делегатом по делам лиц с ограниченными возможностями в правительстве Барнье.
23 декабря 2024 года при формировании правительства Байру назначена министром-делегатом автономности пожилых и по делам лиц с ограниченными возможностями при министре труда, здравоохранения солидарности и семьи.

## Занимаемые выборные должности
с 21.06.2017 — депутат Национального собрания Франции от 6-го избирательного округа департамента Нор 

с 01.07.2021 — член Совета департамента Нор от кантона Тамплёв-ан-Певель